# Typhlocarcinus
Typhlocarcinus is een geslacht van kreeftachtigen uit de klasse van de Malacostraca (hogere kreeftachtigen).

## Soorten
- Typhlocarcinus craterifer Rathbun, 1914
- Typhlocarcinus dentatus Stephensen, 1945
- Typhlocarcinus nanshaensis Chen, 1998
- Typhlocarcinus nudus Stimpson, 1858
- Typhlocarcinus rubidus Alcock, 1900
- Typhlocarcinus thorsoni Serène, 1964
- Typhlocarcinus villosus Stimpson, 1858